# 波考-伦格费尔德
波考-伦格费尔德（德語：Pockau-Lengefeld，發音：[ˈpɔkaʊ ˈlɛŋəˌfɛlt]）是德国萨克森州厄尔士山县的城市，面积83.43平方千米，2023年12月31日人口为7,349人。该市镇于2014年1月1日由市镇波考和伦格费尔德合并而成。